# Grand Hôtel

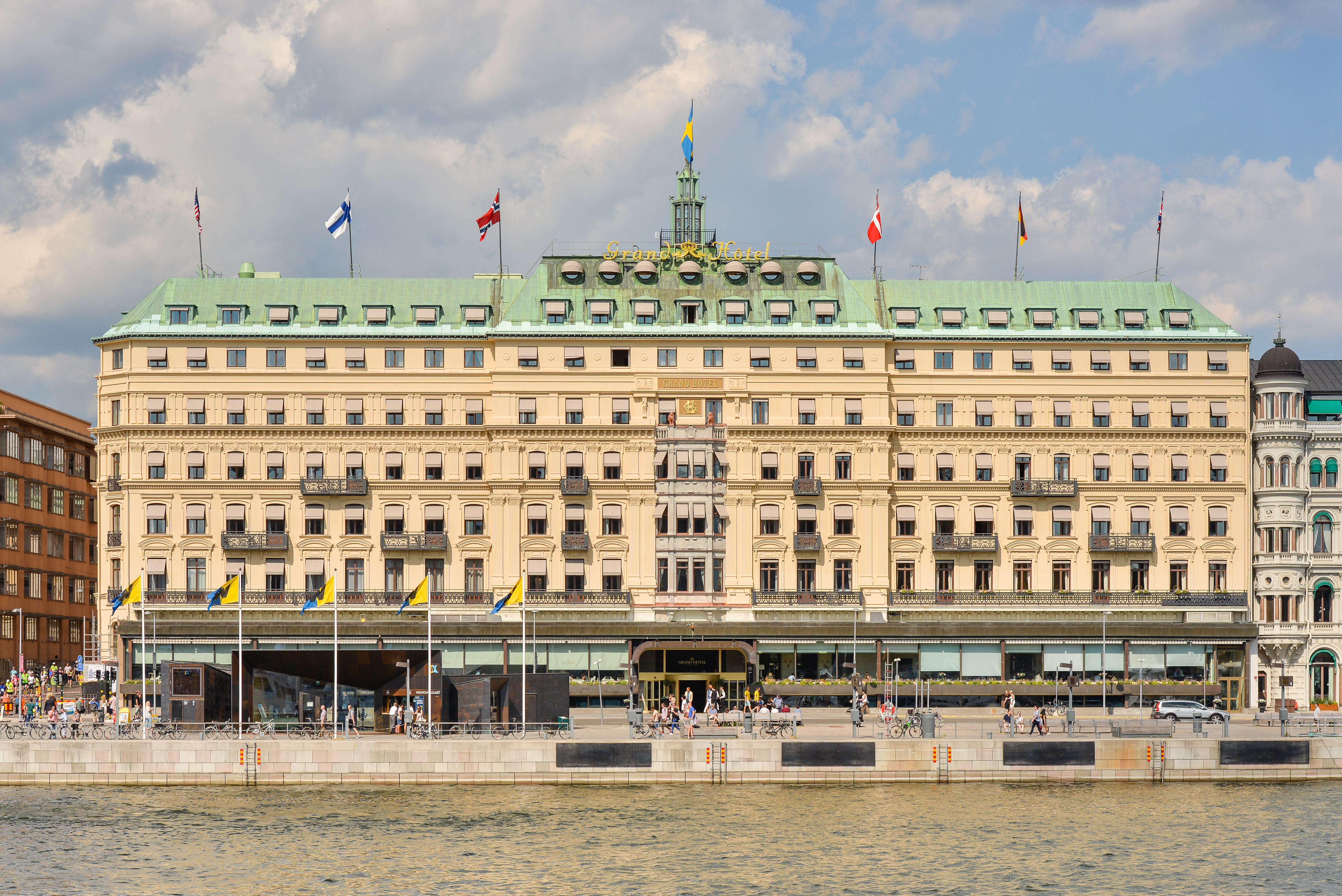
Grand Hôtel • Stockholm

Grand Hotel, Grand Hotell eller Grand Hôtel, ofta namnet på det största hotellet på en ort, ibland också underförstått det finaste hotellet på orten. I Paris stod Grand Hotel färdigt 1862 och i Wien och London 1870. Grand Hôtel i Stockholm med 300 rum, varav 31 sviter, etablerades 1874 på initiativ av fransmannen Jean-François Régis Cadier. 
Grand Hotel symboliserade länge också det stora internationella hotellet i litteratur och på film. Vicki Baums roman "Människor på hotell" blev film 1932 under namnet Grand Hôtel med Greta Garbo i huvudrollen.

## Grand Hôtel i Sverige i urval
- Grand Hotel, Gävle
- Grand Hotel Haglund, Göteborg
- Grand Hotel, Halmstad
- Grand Hotel, Helsingborg
- Grand Hotel, Jönköping
- Grand Hotel, Lund
- Grand Hotel, Lysekil
- Grand Hotel Marstrand
- Grand Hotel, Norrköping
- Grand Hotel Saltsjöbaden
- Grand Hôtel, Stockholm
- Grand Hotel, Trollhättan
- Grand Hotell Hörnan, Uppsala
- Grand Hotel, Örebro

## Grand Hotel i andra länder i urval
- Rin Grand Hotel, Bukarest
- Grand Hotel du Louvre, Paris
- Grand Hotel, Paris, Paris
- Grand Hotel, Oslo
- Grand Hotel Prishtina, Prishtina
- Grand Hotel Europe, Sankt Petersburg
- Grand Hotel, Wien, Wien